# Степове (Чмирівська сільська громада)
Степове —  селище в Україні, у Чмирівській сільській громаді Старобільського району Луганської області. Населення становить 60 осіб.
Поряд знаходиться село Оріхове та Вишневе.

## Населення

### Мова
Розподіл населення за рідною мовою за даними перепису 2001 року:
| Мова       | Кількість | Відсоток |
| ---------- | --------- | -------- |
| українська | 58        | 96.67%   |
| російська  | 2         | 3.33%    |
| Усього     | 60        | 100%     |